# Расстрел шимпанзе в зоопарке Фурувика (2022)
Расстрел шимпанзе в зоопарке города Фурувик (Швеция) произошёл около 12 часов дня в среду, 14 декабря 2022 года, когда несколько обезьян, содержавшихся в зоопарке этого города, сбежали из своего вольера. Сотрудники зоопарка открыли по убегающим обезьянам стрельбу боевыми патронами, в результате 4 особи погибло на месте. Этот инцидент вызвал большой резонанс в Швеции и за рубежом, а также вызвал много споров о зоопарках и содержании человекообразных обезьян в неволе. Инцидент также был описан как «Резня в Фурувике», «Кровавая баня в Фурувике» и «Драма шимпанзе».

## Обстоятельства
Шимпанзе неизвестным образом покинули пределы вольера около полудня в среду, 14 декабря 2022 года. В течение некоторого времени они свободно бегали по зоопарку. Зоопарк был закрыт на зиму, посетителей в нём не было. Часть из сотрудников эвакуировали, остальным предписали не выходить из помещений. Сотрудники зоопарка стали стрелять по обезьянам боевыми патронами. В результате четыре особи были убиты, а три были ранены. В числе погибших был самец шимпанзе Сантино — он был известен в шведских СМИ. Сантино прославился тем, что умел рисовать, одну из его работ подарили кронпринцессе Виктории, впоследствии её продали за сумму от пяти до десяти тысяч долларов. В 2012 году сообщалось, что картины и гравюры Сантино принесли в казну около полумиллиона шведских крон (примерно 50 тысяч долларов).
Расстрел животных вызвал негативную реакцию общественности. Ряд зоологов, работавших в этом зоопарке, заявили о прекращении своего сотрудничества с этими людьми. Сотрудники зоопарка, расстрелявшие обезьян, подверглись жёсткой критике за использование боевых пуль вместо усыпляющих дротиков. В свою очередь, стрелявшие оправдывались тем, что обезьяны представляли для них угрозу и усыпить их в таких условиях было довольно сложно, хоть и возможно.